# Cerkiew św. Katarzyny w Wilnie
Cerkiew św. Katarzyny – prawosławna cerkiew parafialna w Wilnie, w dzielnicy Zwierzyniec, przy ulicy Birutes.

## Historia
W pobliżu miejsca, na którym znajduje się cerkiew św. Katarzyny, znajdowała się w XIX wieku jedna z rezydencji generał-gubernatora Wilna. Na polecenie żony generał-gubernatora Aleksandra Potapowa, Jekatieriny (z d. Oboleńskiej) na miejscu dzisiejszej cerkwi została wzniesiona drewniana kaplica prawosławna. Nabożeństwa w niej odprawiał ks. Bratanowski, kapelan pułku saratowskiego stacjonującego w Wilnie. Jekatierina Potapowa była znana ze swojej działalności dobroczynnej, osobiście odwiedzała chorych w wileńskich szpitalach. W 1871, w czasie jednej z takich wizyt, zaraziła się cholerą i zmarła 15 sierpnia tego roku, mając 51 lat. Jej śmierć bardzo dotknęła generał-gubernatora, który postanowił wznieść cerkiew upamiętniającą zmarłą żonę.
Projekt budynku wykonał Nikołaj Czagin. Obiekt został poświęcony dokładnie po roku od śmierci Jekatieriny Potapowej przez Makarego, arcybiskupa wileńskiego i litewskiego. Patronką świątyni została święta Katarzyna Aleksandryjska. Na jednej z bocznych ścian obiektu została umieszczona tablica informująca o okolicznościach powstania cerkwi. Cerkiew była czynna jedynie w czasie pobytu Potapowa w Wilnie. Po jego wyjeździe z miasta została zamknięta, chociaż pozostawała pod opieką duszpasterza domowej cerkwi w głównej rezydencji gubernatora (współczesny pałac prezydentów Litwy). W czasie I wojny światowej, po wycofaniu się Rosjan z Wilna, cerkiew ta przestała funkcjonować. Po wojnie cerkiew św. Katarzyny przez pewien czas była świątynią domową Nadieżdy Kalinkowej, córki miejscowego właściciela ziemskiego.
W 1922 obiekt przekazano parafii działającej przy cerkwi Ikony Matki Bożej „Znak”, w tej samej dzielnicy Wilna. Po ogłoszeniu autokefalii Polskiego Autokefalicznego Kościoła Prawosławnego, z inicjatywy Wiaczesława Bohdanowicza została siedzibą jedynej w Polsce parafii w jurysdykcji patriarchy Moskwy. Działała ona jednak tylko przez rok, gdyż władze polskie zabroniły użytkowania cerkwi przez prawosławnych niepodlegających metropolicie warszawskiemu. Odtąd nabożeństwa parafialne odbywały się w prywatnych domach. Cerkiew św. Katarzyny została ponownie otwarta tymczasowo w czasie remontu cerkwi Ikony Matki Bożej „Znak”. Po aneksji Litwy do ZSRR obiekt został odebrany wiernym i był odtąd użytkowany jako magazyn, a następnie pracownia rzeźbiarza. Został zwrócony eparchii wileńskiej i litewskiej w latach 90., a następnie w 2005 częściowo wyremontowany. W 2013 cerkiew odnowiono również wewnątrz, po czym została ona ponownie wyświęcona przez arcybiskupa wileńskiego i litewskiego Innocentego. Od 2014 regularnie odbywają się w niej nabożeństwa, reaktywowano też parafię św. Katarzyny.

## Architektura
Cerkiew jest wzniesiona na planie kwadratu z wysuniętym przedsionkiem. Naśladuje gruzińską architekturę cerkiewną. Wejście do niej prowadzi przez przedsionek z drzwiami obramowanymi skromnym portalem. W każdej z trzech pozostałych ścian obiektu znajdują się po dwie pary półkolistych okien ze skromnymi obramowaniami. Poniżej poziomu dachu całość okala fryz. Świątynia jest z zewnątrz malowana w całości na biało. Budynek posiada jedną cebulastą kopułę zlokalizowaną w centrum dachu, umieszczoną na ośmiobocznym bębnie, zwieńczoną złoconym krzyżem.